# Graditeljsko-krajobrazni sklop hotela Jadran
Graditeljsko-krajobrazni sklop hotela Jadran, sklop građevina i krajobraza hotela Jadran u Tučepima.

## Povijest
Hotel Jadran sagrađen je 1948./1949. godine prema projektu arhitekta Branka Bona. Smješten je u izrazito vrijednom prirodnom okružju s posebnim plastičnim konfiguracijskim osobinama, u bujnom i raznolikom raslinju, što prirodnom, što kultiviranom. Zgrada hotela smještena je blizu mora, s riješenim pristupom plaži, malim vlastitim pristanom te niskim parternim i plažnim objektima. Velika je vrijednost u očuvanom prirodnom okolišu bogatom prirodnim elementima, kao što su strme stijene, plaže i dr. Zgrada hotela sagrađena je prema programu tadašnje industrije slobodnog vremena čije je nedostatke autor nastojao ublažiti, posvetivši posebnu pozornost oblikovanju parternih dijelova zgrade i vezi s prirodom. Oblikovanje hotelskog vrta i hortikulturno uređenih vanjskih terasa i zajedničkih prostora znatnih dimenzija direktno se nastavlja na tradiciju ladanjske izgradnje na Jadranu. Hotel „Jadran“ po svojoj arhitektonskoj koncepciji i pristupu oblikovanju u širem prostoru, konstruktivnim, a osobito oblikovnim elementima u cjelini i detalju, pripada korpusu hrvatske moderne arhitekture. Vrijeme izgradnje hotela za hrvatsku je arhitekturu značajno (1948./1949.) budući da se u prvoj poslijeratnoj obnovi i izgradnji tek rijetko pojavljuju vrijedna autorska djela, na tragu još međuratne moderne, a ne i ideološki programiranog socrealizma. Njegov graditelj arhitekt Branko Bon bio je tada jedan od protagonista moderne, ostvarivši tridesetih godina više značajnih djela. U stilu arhitekture moderne ostvario je u Tučepima nove arhitektonsko-urbanističke odnose. Hotel „Jadran“ valorizira se kao integralni kompleks sa širom okolinom sve do glavne magistralne ceste, pa i kasnije sagrađenim hotelima u blizini, te arheološkim lokalitetom romaničko-gotičke crkvice sv. Jure. Vrednuje se kao posebno važan kulturni krajolik u koji je uklopljena arhitektura što reprezentira razdoblje sredine 20. st., odnosno početak industrije turizma na ovom dijelu Jadrana i koja ima važno značenje u hrvatskoj modernoj arhitekturi.

## Zaštita
Pod oznakom Z-5958 zavedeno je kao nepokretno kulturno dobro - pojedinačno, profana graditeljska baština, pravna statusa zaštićena kulturnog dobra.